# ميغيل جايمي
ميغيل جايمي (بالإنجليزية: Miguel Jaime)‏ (17 نوفمبر 1995 بدنفر في الولايات المتحدة - ) هو لاعب كرة قدم أمريكي في مركز الوسط.

## وصلات خارجية
- ميغيل جايمي على موقع قاعدة بيانات كرة القدم.إي يو (الإنجليزية)